# Omoidaseru koi o shiyō
„Omoidaseru koi o shiyō” (jap. 思い出せる恋をしよう) – piąty singel japońskiego zespołu STU48, wydany w Japonii 2 września 2020 roku przez You! Be Cool.
Singel został wydany w pięciu edycjach: dwóch regularnych i dwóch limitowanych (Type A, Type B) oraz „teatralnej” (CD). Osiągnął 1 pozycję w rankingu Oricon i pozostał na liście przez 10 tygodni. Singel zdobył status złotej płyty.
Płyta pierwotnie miała ukazać się 27 maja 2020 roku, ale jej premiera została przesunięta z powodu pandemii COVID-19.

## Lista utworów
Wszystkie utwory zostały napisane przez Yasushiego Akimoto.

### Type A
| CD | CD                                                                                                | CD              | CD                   | CD      |
| Nr | Tytuł utworu                                                                                      | Kompozycja      | Aranżacja            | Długość |
| -- | ------------------------------------------------------------------------------------------------- | --------------- | -------------------- | ------- |
| 1. | „Omoidaseru koi o shiyō” (jap. 思い出せる恋をしよう) (wyk. 1st Generation & Draft 3rd Generation) | Melon Kinoshita | Yūichi "Masa" Nonaka | 4:38    |
| 2. | „Omoidaseru koi o shiyō” (jap. 思い出せる恋をしよう) (wyk. 2nd Generation Kenkyūsei)              | Melon Kinoshita | Yūichi "Masa" Nonaka | 4:37    |
| 3. | „Seishun kakueki teisha” (jap. 青春各駅停車) (wyk. Aoi Himawari)                                  | Noboru Ōkawara  | Makoto Wakatabe      | 3:55    |
| 4. | „Omoidaseru koi o shiyō” (jap. 思い出せる恋をしよう) (off vocal ver.)                             | Melon Kinoshita | Yūichi "Masa" Nonaka | 4:35    |
| 5. | „Seishun kakueki teisha” (jap. 青春各駅停車) (off vocal ver.)                                     | Noboru Ōkawara  | Makoto Wakatabe      | 3:54    |

| DVD | DVD | DVD     |
| Nr  | Tytuł utworu                                                                                               | Długość |
| --- | --- | ------- |
| 1.  | „Omoidaseru koi o shiyō” (jap. 思い出せる恋をしよう) (Music Video) (1st Generation & Draft 3rd Generation) |         |

### Type B
| CD | CD                                                                                                | CD              | CD                   | CD      |
| Nr | Tytuł utworu                                                                                      | Kompozycja      | Aranżacja            | Długość |
| -- | ------------------------------------------------------------------------------------------------- | --------------- | -------------------- | ------- |
| 1. | „Omoidaseru koi o shiyō” (jap. 思い出せる恋をしよう) (wyk. 2nd Generation Kenkyūsei)              | Melon Kinoshita | Yūichi "Masa" Nonaka | 4:37    |
| 2. | „Omoidaseru koi o shiyō” (jap. 思い出せる恋をしよう) (wyk. 1st Generation & Draft 3rd Generation) | Melon Kinoshita | Yūichi "Masa" Nonaka | 4:38    |
| 3. | „Ano hi kara boku wa kawatta” (jap. あの日から僕は変わった)                                       | Gegege Shōda    | Gegege Shōda         | 4:03    |
| 4. | „Omoidaseru koi o shiyō” (jap. 思い出せる恋をしよう) (off vocal ver.)                             | Melon Kinoshita | Yūichi "Masa" Nonaka | 4:35    |
| 5. | „Ano hi kara boku wa kawatta” (jap. あの日から僕は変わった) (off vocal ver.)                      | Gegege Shōda    | Gegege Shōda         | 4:03    |

| DVD | DVD                                                                                           | DVD     |
| Nr  | Tytuł utworu                                                                                  | Długość |
| --- | --------------------------------------------------------------------------------------------- | ------- |
| 1.  | „Omoidaseru koi o shiyō” (jap. 思い出せる恋をしよう) (Music Video) (2nd Generation Kenkyūsei) |         |

### Wer. teatralna
| CD | CD                                                                                                | CD                | CD                   | CD      |
| Nr | Tytuł utworu                                                                                      | Kompozycja        | Aranżacja            | Długość |
| -- | ------------------------------------------------------------------------------------------------- | ----------------- | -------------------- | ------- |
| 1. | „Omoidaseru koi o shiyō” (jap. 思い出せる恋をしよう) (wyk. 1st Generation & Draft 3rd Generation) | Melon Kinoshita   | Yūichi "Masa" Nonaka | 4:38    |
| 2. | „Omoidaseru koi o shiyō” (jap. 思い出せる恋をしよう) (wyk. 2nd Generation Kenkyūsei)              | Melon Kinoshita   | Yūichi "Masa" Nonaka | 4:37    |
| 3. | „Tanjitsu shokubutsu” (jap. 短日植物) (wyk. FūChiho)                                              | Kazunori Watanabe | Kazunori Watanabe    | 4:03    |
| 4. | „Omoidaseru koi o shiyō” (jap. 短日植物) (off vocal ver.)                                         | Melon Kinoshita   | Yūichi "Masa" Nonaka | 4:35    |
| 5. | „Tanjitsu shokubutsu” (jap. 短日植物) (off vocal ver.)                                            | Kazunori Watanabe | Kazunori Watanabe    | 4:03    |

## Skład zespołu
| „Omoidaseru koi o shiyō” (wer. 1) |
| --- |
| - 1 gen.: Chiho Ishida, Minami Ishida, Mitsuki Imamura, Hina Iwata, Marina Otani, Kokoa Kai, Miyuna Kadowaki, Miyu Sakaki, Yumiko Takino (środek), Kōko Tanaka, Mahina Taniguchi, Aoi Hyōdō, Akari Fukuda, Arisa Mineyoshi, Maiha Morishita, Honoka Yano, Fū Yabushita - 3 gen. Draft: Yūka Oki, Soraha Shinano, Mai Nakamura - AKB48 Team 4 / STU48: Nana Okada |

| „Omoidaseru koi o shiyō” (wer. 2) |
| --- |
| - Kenkyūsei: Yura Ikeda, Miria Imaizumi, Rine Utsumi, Serika Osaki, Anna Kawamata, Yūna Kawamata, Riko Kudō, Aiko Kojima, Himeka Sako, Sara Shimizu, Ayaka Suzuki, Sayaka Takao, Reika Taguchi, Miho Tanaka, Natsuki Tamura, Yayoi Nakahiro, Sayaka Harada, Yurina Minami, Rika Muneyuki, Rinko Yoshizaki, Sara Yoshida, Momoka Rissen (środek), Natsuki Watanabe |

| „Seishun kakueki teisha”                                                                |
| --------------------------------------------------------------------------------------- |
| - 1 gen.: Mitsuki Imamura (środek), Miyu Sakaki, Yumiko Takino, Aoi Hyōdō, Akari Fukuda |

| „Ano hi kara boku wa kawatta”                                                            |
| ---------------------------------------------------------------------------------------- |
| - 1 gen.: Yumiko Takino, Kōko Tanaka, Fū Yabushita - 3 gen. Draft: Mai Nakamura (środek) |

| „Tanjitsu shokubutsu”                |
| ------------------------------------ |
| - 1 gen.: Chiho Ishida, Fū Yabushita |

## Notowania
| Lista                             | Pozycja |
| --------------------------------- | ------- |
| Oricon Weekly Singles Chart       | 1       |
| Oricon Yearly Singles Chart       | 32      |
| Billboard Japan Hot 100           | 1       |
| Billboard Japan Hot Singles Sales | 1       |

## Sprzedaż
| Dane wg         | Sprzedaż |
| --------------- | -------- |
| Oricon          | 213 940+ |
| Billboard Japan | 220 969+ |